# Andreas Sargent Larsen
Andreas Sargent Larsen (Koppenhága, 1999. április 20. –) junior világbajnok dán műugró, 2016-tól olasz színekben folytatta sportpályafutását.

## Élete
2014-ben, az oroszországi Penzában rendezett junior műugró-világbajnokságon – a B korcsoportosok mezőnyében – 1 méteren arany-, 3 méteren pedig ezüstérmet szerzett. Ugyanitt 10 méteren a 23. helyen zárt.
Az olaszországi Bergamóban sorra kerülő 2014-es junior műugró-Európa-bajnokság fiú 3 méteres szinkronugrásának döntőjében – Martin Bang Christensennel párban – a hetedik helyet szerezte meg, ugyanakkor a B korcsoportosok mezőnyében 1 méteren és toronyban egyaránt a negyedik helyen végzett, míg 3 méteren ötödikként fejezte be a finálét. Fiuméban, a 2016-os junior Eb-n, a 16-17 évesek korcsoportjában 3 méteren – a német és a francia versenyző mögött – bronzérmes lett. Még a junior Eb-t megelőzően, a londoni úszó-Eb-n, Christensennel elindultak a felnőttek 10 méteres szinkronjának mezőnyében, s ahol a nyolc induló páros közt hetedikek lettek.
A 2015-ös bakui Európa játékokon 1 és 3 méteren is döntőbe került; ahol 1 méteren az 5., míg a 3 méteres versenyszámban a 7. helyen végzett. Martin Christensennel a 3 méteres szinkronugrás versenyében is elindult, kilencedikként zárva a finálét.
A 2022-es budapesti úszó-világbajnokságon a 10. helyet sikerült megszereznie − Eduard Timbretti Gugiúval párban − szinkrotoronyban, ugyanakkor az egyéni toronyugrás elődöntőjéből nem került be a 12 főt felvonultató fináléba, a 18. helyen zárt. Két hónappal később, a római úszó-Európa-bajnokságot egy arannyal (vegyes csapatverseny) és két negyedik hellyel zárta (torony, szinkron torony).

## Eredmények
| Sportesemény                   | Versenyszámok | Versenyszámok | Versenyszámok | Versenyszámok | Versenyszámok |
| Sportesemény                   | 1 m           | 3 m           | 3 m szinkron  | 10 m torony   | 10 m szinkron |
| ------------------------------ | ------------- | ------------- | ------------- | ------------- | ------------- |
| 2013-as junior Eb, Poznań      | 4.            | 6.            | 8.*           | 7.            | –             |
|                                |               |               |               |               |               |
| 2014-es junior Eb, Bergamo     | 4.            | 5.            | 7.*           | 4.            | –             |
| 2014-es Gran Prix, Bolzano     | 24.           | –             | –             | –             | –             |
| 2014-es junior vb, Penza       |               |               | –             | 23.           | –             |
|                                |               |               |               |               |               |
| 2015-ös rostocki Grand Prix    | –             | –             | –             | –             | 6.            |
| 2015. évi Európa játékok, Baku | 5.            | 7.            | 9.            | –             | –             |
|                                |               |               |               |               |               |
| 2016-os Grand Prix, Madrid     | –             | –             | –             | –             | *             |
| 2016-os úszó-Eb, London        | –             | –             | –             | –             | 7.*           |
| 2016-os junior Eb, Fiume       | 10.           |               | 6.*           | –             | –             |

_____
* Martin Bang Christensen